# غشاء الليف العضلي
غشاء الليف العضلي (Sarcolemma) هو غشاء الخلية لخلية الليف العضلي المخططة.
وهي تتكون من غشاء بلازمي والمتكون من طبقتين من الدهون وغلاف خارجي يحتوي على طبقة رقيقة من مواد عديدة السكريات (كأس سكري) التي هي باتصال مع الغشاء القاعدي، الذي يحتوي على العديد من ألياف الكولاجين الرقيقة والبروتينات المتخصصة مثل laminin . التي تقدم منصة لليف العضلي للالتصاق بها. من خلال البروتينات الغشائية الموجودة في الغشاء البلازمي، 
وهيكل الأكتين داخل الخلية متصل بالغشاء القاعدي والخارجي للخلية. في كل نهاية لليف العضلي، الطبقة السطحية من غشاء الليف العضلي تندمج مع ألياف وترية والألياف الوترية تتجمع على شكل حُزم لتشكل الأوتار العضلية التي تمسك بالعظم.
في غشاء الليف العضلي يحافظ عادة على نفس الوظيفة في خلايا العضلات كما يفعل غشاء البلازمي في الخلايا حقيقية النواة الأخرى. إنه يعمل كحاجز بين الأجزاء خارج الخلية وداخل الخلية، (تحديد الألياف العضلية الفردية عن محيطها). وطبيعة الدهون داخل الغشاء يسمح لها بفصل السوائل الخارجية عن الداخلية المكونة لها، لأنه هو فقط قابلة للاختراق بشكل انتقائي على المياه من خلال قنوات 
(aquaporin). كما في الخلايا الأخرى هذا يسمح لتراكيب المكونات عبر الناقل الانتقائي (selective transport) في الغشاء الخلوي. بروتينات الغشاء مثل مضخات الايون قد تخلق تدرج للايونات مع استهلاك ATP، التي من الممكن في وقت لاحق تستخدم في نقل مواد أخرى من خلال الغشاء (Co-transport) أو توليد النبضات الكهربائية مثل جهد العمل (التغير في الجهد الكهربائي يرتبط مع مرور دفعة على طول غشاء خلية خلية العضلات أو الأعصاب). وهناك خاصية مميزة لغشاء الليف العضلي انه يغلف بسيتوبلازم الخلية العضلية. وتشكل غشاء طولي مع الليف العضلي يسمى الانيبيبات المستعرضة (T-tubules). على جانبي الأنابيب المستعرضة يوجد التوسعات أو مخازن من محطة من سلسة الشبكة الإندوبلازمية، شبكية السيتوبلازم العضلية (SR) في العضلات. الأنابيب المستعرضة محاطة بإثنين من SR cisterna معروفة بالثلاثيات triads، والتي تتكون بين الأجزاء التي توجد بين التقاطع نطاق A و I.